# Hands All Over
Hands All Over – utwór amerykańskiej grupy grunge'owej Soundgarden. Autorem muzyki jest gitarzysta Kim Thayil, oprawą tekstową zajął się wokalista Chris Cornell. "Hands all over" został wydany w 1990 roku, jako drugi singel promujący album Louder Than Love. Ponadto utwór znalazł się na płycie EP, pt. "Loudest Love" wydanej w 1990 roku, a także na albumie kompilacyjnym A-Sides, czyli zbiorze singli zespołu, wydanym w 1997 roku. 

## Kompozycja
Utwór powstał przy współpracy Kima Thayila i Chrisa Cornella. Thayil skomponował muzykę, Cornell napisał tekst. Piosenka trwa dokładnie 6 minut. Thayil o utworze:
"W tej piosence podobało mi się to, iż zawiera jeden prosty riff. Jeden dźwięk, jeden akord, jednak z dużą ilością dynamiki. W pewien sposób jest to dosyć proste, jednak w innym sensie wydaje się to bardzo wyrafinowane. Nie mamy tak naprawdę zbyt wielu piosenek, takich jak "Hands all over".

## Wydanie i odbiór
Singel "Hands All Over" został wydany w 1990 roku, wraz z utworem "Come Together" autorstwa The Beatles znajdującym się na stronie B singla. Prócz USA, singel został wydany w Australii i Wielkiej Brytanii. Utwór został wykorzystany w filmie "Pacific Heights", jednak nie znalazł się na soundtracku.

## Teledysk
Reżyserem teledysku jest współpracujący wcześniej z zespołem przy nagrywaniu "Loud Love" Kevin Kerslake. Wideo zawiera sceny w fabryce, a także zespół grający na żywo. Teledysk został wydany w styczniu 1990 roku.

## Lista utworów
Promocyjne CD (US) and Promocyjny 12" Vinyl (US)
1. "Hands All Over" (Chris Cornell, Kim Thayil) – 6:00
2. "Come Together" (John Lennon, Paul McCartney) – 5:52

Promotional Cassette (US) and 7" Vinyl (Australia)
1. "Hands All Over" (Cornell, Thayil) – 6:00

7" Vinyl (Australia)
1. "Hands All Over" (Cornell, Thayil) – 6:00
2. "Big Bottom" (live) (Spinal Tap) – 4:58
  - Recorded live on December 10, 1989 at the Whisky a Go Go in Los Angeles, Kalifornia.

CD (UK) i 10" Vinyl (UK)
1. "Hands All Over" (Cornell, Thayil) – 6:00
2. "Come Together" (Lennon, McCartney) – 5:52
3. "Heretic" (Thayil, Hiro Yamamoto) – 3:48
4. "Big Dumb Sex" (Cornell) – 4:11

## Twórcy
- Chris Cornell - wokal, gitara rytmiczna
- Kim Thayil - gitara prowadząca
- Hiro Yamamoto - gitara basowa
- Matt Cameron - perkusja

## Pozycje w zestawieniach
| Zestawienie (1990) | Pozycja |
| ------------------ | ------- |
| UK Singles Chart   | 82      |